# Forst (Familienname)
Forst ist ein deutscher Familienname.

## Herkunft und Bedeutung
Forst ist entweder ein Wohnstätten- oder ein Herkunftsname. Als Wohnstättenname geht er auf das mittelhochdeutsche forst oder vorst bzw. das mittelniederdeutsche vorst oder vōrst (deutsch: Forst oder Wald) zurück, er bezeichnete also Personen, die in oder an einem Wald wohnten. Als Herkunftsname erfolgte die Benennung nach dem Siedlungsnamen Forst (mehrfach im deutschsprachigen Raum).

## Namensträger
- Angela Schneider-Forst (* 1963), deutsche Politikerin (CDU)
- Donald H. Forst (1932–2014), US-amerikanischer Herausgeber
- Emil Forst (1877–1971), deutscher Landwirt und Politiker (SPD), MdL Preußen
- Erwin Forst (1908–1994), deutscher Politiker (SPD), Mitglied des Abgeordnetenhauses von Berlin
- Frank Forst (* 1969), deutscher Hochschulprofessor für Fagott
- Georg Forst (1771–1857), Amtmann und Justizrat
- Gisela Forst (1935–2012), deutsche Vorsitzende Richterin am Bundespatentgericht
- Grete Forst (1878–1942), österreichische Sopranistin und Opfer des Holocaust
- Günther von der Forst (1897–1982), deutscher Marineoffizier und Konteradmiral im Zweiten Weltkrieg
- Hans Forst, Pseudonym des baltendeutschen Journalisten Karl Johann von Voss (1884–1938)
- Hermann Forst (1858–1926), deutscher Historiker und Archivar
- Hermann von der Forst (1892–1968), deutscher NSDAP-Kommunalpolitiker und Landrat im Landkreis Melle
- Hugo Carl Forst (1834–1887), preußischer Verwaltungsbeamter und Landrat
- Jean Kurt Forst siehe Jean Kurt Forest (1909–1975), deutscher Komponist und Musiker
- Johann von Forst († 1452), deutscher Ordensgeistlicher (Benediktiner) und Abt
- Johann Hubert Anton Forst (1756–1823), Porzellanmaler der Königlichen Porzellan-Manufaktur Berlin
- Justin Forst (* 2003), österreichischer Fußballspieler
- Marion Francis Forst (1910–2007), US-amerikanischer Bischof und Weihbischof
- Michel Forst, französischer Menschenrechtsaktivist
- Otto Forst de Battaglia (1889–1965), österreichischer Diplomat und Autor
- Otto Forst-Berg, Pseudonym von Jimmy Berg (1909–1988), US-amerikanischer Komponist, Autor und Kritiker österreichischer Herkunft
- Rainer Forst (* 1964), deutscher Politologe und Philosoph
- Rita Forst (* 1960), deutsche Handballspielerin
- Rolf-Rüdiger Forst (* 1946), deutscher Politiker (CDU)
- Victor Johann von der Forst (1863–1901), deutscher Maler der Düsseldorfer Schule
- Werner Forst (1892–1971), deutscher Offizier, zuletzt Generalleutnant im Zweiten Weltkrieg
- Willi Forst (1903–1980), österreichischer Schauspieler, Drehbuchautor, Regisseur und Produzent